# Мейер, Гисле Мартенс
Гисле Мартенс Мейер (Gisle Martens Meyer; род. 9 апреля 1975, Берген, Норвегия) — норвежский музыкант, композитор, продюсер, создатель проектов Ugress, Nebular Spool, Shadow of the Beat, Ninja9000, PixxelTiger и Spokelseskladden, а также автор музыки к кинофильмам и ТВ-шоу. Владелец собственного лейбла Uncanny Planet Records. Также известен под псевдонимом GMM — аббревиатурой имени.

## Биография
В детстве GMM год ходил в музыкальный детский сад Marianne’s Musikkbarnehage в Бергене (1980—1981). В 1994—1995 гг. Гисле Мартенс Мейер изучал информационные технологии в Бергенском университете. В 1995—1997 гг. обучался в Высшей школе Эстфолла в Халдене, где также изучал информационные технологии и средства массовой информации.
До того, как вплотную заняться музыкой, Майер с июня 1997 по август 2002 работал программистом в компании Reaktor, специализируясь на веб-дизайне и сетевых технологиях. Для своих первых музыкальных опытов в 1980-е он использовал Commodore 64 и чуть позже Amiga, затем PC, семплеры и секвенсоры. В настоящее время музыкант обходится лишь лаптопом Mac с широкой палитрой музыкального программного обеспечения.
На основе своих музыкальных экспериментов с электронной музыкой GMM создаёт в 2000 году проект Ugress, который после активного гастролирования по Норвегии в 2002 году совершает прорыв с дебютным альбомом Resound. В течение 10 недель пластинка держится в норвежском хит-параде VG-lista, поднявшись максимально до 2 строчки. Всю первую половину 2000-х Мартенс Майер занят живыми выступлениями Ugress, ставшим на тот момент полноценным гастрольным коллективом.
В 2005—2006 годах GMM переносит акцент с гастрольных туров на студийную работу. Он концентрируется на собственных проектах, работе на телевидении и в кино. В 2006 году Мейер основал собственный лейбл Uncanny Planet Records, выкупив все права на свои предыдущие релизы. Он собрал все работы и материалы под эгидой нового лейбла и основал несколько новых проектов, параллельных Ugress.
С 2007 года помимо разовых работ на телевидении, в кино, театре, для компьютерных игр, инсталляций, танцевальных шоу, Гисле Мартенс Мейер активно работает над несколькими крупными проектами для норвежской национальной телекомпании NRK, сочиняя музыку для сериалов и телепрограмм. С 2008 по 2010 он сконцентрирован на записи музыки к популярному научно-фантастическому кукольному сериалу «Kometkameratene» для детей младшего возраста.
Мартенс Мейер непрерывно выпускает новый материал для всех своих проектов, уделяя больше внимания студийной работе, чем живым выступлениям. Хотя, в 2010 году произошёл новый всплеск экспериментальных и визуально-амбициозных концертов, в том числе адаптация популярного live-шоу для большого тура с Rikskonsertene.
Основной сайт Гисле Мартенса Мейера www.ugress.com является своеобразным центром для его проектов, где публикуется новый материал и последние новости по всем направлениям его деятельности. GMM активно использует системы цифровой дистрибуции музыки, в том числе iTunes, Amazon, Spotify и Wimp.

## Музыкальные проекты

### Nebular Spool
Сайд-проект GMM, стиль которого можно охарактеризовать как «Lo-Fi ретро-органический стимпанк». Выход первого альбома Exposery 1 марта 2007 года сопровождался предысторией о присланном в Uncanny Planet Records грязном DVD c запиской постапокалиптического содержания. Он не имел названия, обложки и автора до выхода второго альбома, Ruins.
| Дискография | Дискография                                                                               | Дискография |
| Название    | Детали                                                                                    | Треклист |
| ----------- | ----------------------------------------------------------------------------------------- | --- |
| Exposery    | - Выпущен: 1 марта 2007 - Лейбл: Uncanny Planet Records - Формат: цифровая дистрибуция    | 1. Zombie Viking Amazone [02:45] 2. The Great Coffee Escape [02:50] 3. Hairstyles Of The Dead And Buried [02:26] 4. I Want But Replicant [02:15] 5. Heresy [02:45] 6. Swamp Women Time Ago [02:33] 7. Huzun Horizon [02:43] 8. Taboo [02:24] 9. Slow Motion Split Second Decision [02:46] 10. Tom Is Not My Friend [02:38] 11. Oceanseas Of Waterterrain [02:40] 12. Dementia [03:32] |
| Ruins       | - Выпущен: 25 июля 2008 - Лейбл: Uncanny Planet Records - Формат: цифровая дистрибуция    | 1. Biomechanical Empress [01:30] 2. Perimeter Probe [03:12] 3. The River Ghost Incident [04:08] 4. Frozen Reflections [02:18] 5. Lypsic Strategem Decoded [04:48] 6. Antifaith [01:40] 7. The Can Opener Monologue [02:21] 8. Sleepless [01:51] 9. Texturons [03:13] 10. Abandoned Supermarket Muzak [05:02] 11. Campfire Story For One [02:58] 12. Ruins [05:46]                     |
| Shul        | - Выпущен: 31 октября 2009 - Лейбл: Uncanny Planet Records - Формат: цифровая дистрибуция | 1. A Plankton Affair [3:41] 2. Introvertigo [4:29] 3. Crepuscular Expectations [3:47] 4. The Shadow Fields [2:46] 5. Ill Consequences [5:23] 6. Sans Plural Pronouns [3:12] 7. Library Vixens [4:07] 8. Mechanical Company Orchestra [2:22] 9. The Manuscript [3:47] 10. Lost Night Ceremony [7:17]                                                                                   |

### Shadow of the Beat
Shadow Of The Beat (часто сокращённо SOTB) — экспериментальный музыкальный сайд-проект GMM в жанре «dark electronica».
| Дискография      | Дискография                                                                               | Дискография |
| Название         | Детали                                                                                    | Треклист |
| ---------------- | ----------------------------------------------------------------------------------------- | --- |
| Nanokaravan      | - Выпущен: 6 июня 2006 - Лейбл: Uncanny Planet Records - Формат: CD, цифровая дистрибуция | 1. Nervous Rain [1:52] 2. Kalaallit Nunaat Daquiri [4:19] 3. Last Woman On Earth [3:29] 4. Propaganda [4:27] 5. Kyoto 02 AM [4:08] 6. The Klangcatcher [4:42] 7. Innerthieves [4:25] 8. Haruki Murakami Cigarette [3:34] 9. Capillary Clouds [1:43] 10. When You Arrived? [4:42] 11. Timelapse Empires [3:06] 12. Sahara 7 [5:49] |
| The Shadow Vault | - Выпущен: 26 января 2008 - Лейбл: Uncanny Planet Records - Формат: цифровая дистрибуция  | 1. Scared Away [7:18] 2. Back Of A Cab [5:27] 3. Chilly [4:38] 4. Neural Battlefront [6:31] 5. Underground Biogenetic Facility [3:27] 6. Intruders [6:58] 7. Necrotica [4:27] 8. Nemesis [4:27] 9. SXYaleetet [2:51] 10. My When Clones I Am Out Many [2:46] 11. Wastelands [5:50] 12. Late Postapocalyptic City Night [2:52]     |
| Neuropolis EP    | - Выпущен: 28 января 2011 - Лейбл: Uncanny Planet Records - Формат: цифровая дистрибуция  | 1. Liquid Rust [04:08] 2. Penrose Rabbit Hole [05:32] 3. Phragrangst [06:32] 4. Ctasis [04:46] |

### Ninja9000
8-битный электронный сайд-проект от GMM. Все релизы доступны для свободного скачивания в формате MP3 160 kbps.
| Дискография     | Дискография                                                                                | Дискография |
| Название        | Детали                                                                                     | Треклист |
| --------------- | ------------------------------------------------------------------------------------------ | --- |
| Bit Collapse EP | - Выпущен: 11 сентября 2007 - Лейбл: Uncanny Planet Records - Формат: цифровая дистрибуция | 1. Commander Moira (Club Ninja Edit) [4:39] 2. Live The Future (Collapse Edit) [4:10] 3. Katoku Pokus [5:38] 4. The Malice Of Time (Game Über Edit) [2:30] 5. Darkscar [3:45] |
| Bit Escape EP   | - Выпущен: 2 декабря 2008 - Лейбл: Uncanny Planet Records - Формат: цифровая дистрибуция   | 1. Goblin Roadtrip [2:00] 2. Ninja Caravan [3:22] 3. Neuschwanstein Dungeons [2:43] 4. Artificial Zombie Flower [2:32]                                                        |
| Bit Awake EP    | - Выпущен: 9 апреля 2012 - Лейбл: Uncanny Planet Records - Формат: цифровая дистрибуция    | 1. Sarcophagus [02:48] 2. Vaporform [02:28] 3. Raster Curtains [02:22] 4. Pixel Canopy [03:15]                                                                                |

### PixxelTiger
PixxelTyger — это ретро-электронный 14-битный музыкальный сайд-проект от GMM, подражающий музыке 1980-х. PixxelTyger имеет на своём счету лишь один мини-альбом PixxelTyger EP, выпущенный в 2006 году.
| Дискография    | Дискография                                                                             | Дискография                                                                                                 |
| Название       | Детали                                                                                  | Треклист |
| -------------- | --------------------------------------------------------------------------------------- | --- |
| PixxelTyger EP | - Выпущен: 4 ноября 2006 - Лейбл: Uncanny Planet Records - Формат: цифровая дистрибуция | 1. Dead Eyes [03:09] 2. Nova Scandal Expedition [03:06] 3. Firsth Month Kuhnmund [03:38] 4. If Only [04:00] |

### Spokelseskladden
Музыкальный сайд-проект от GMM в жанре «simplistic electronica». В отличие от других проектов, Spokelseskladden лишь однажды кратко упоминается в блоге Гисле. Spøkelseskladden — это норвежский вариант имени диснеевского персонажа Чёрного Призрака (англ. Phantom Blot), врага Микки Мауса, впервые появившегося в комиксе 1939 года «Mickey Mouse Outwits the Phantom Blot».
| Дискография       | Дискография                                                                    | Дискография |
| Название          | Детали                                                                         | Треклист |
| ----------------- | ------------------------------------------------------------------------------ | --- |
| Kriminal Muzak EP | - Выпущен: 2004 - Лейбл: Uncanny Planet Records - Формат: цифровая дистрибуция | 1. Follow Up [01:21] 2. Lieutenant Jones [0:54] 3. TGV Decoder [02:24] 4. El Condor Russia [03:12] 5. Demurgical [01:25] 6. Evil Dr. Disco [01:23] 7. The Prettiest Girl [01:56] 8. Peter Krank [01:15] 9. Love Lets You Fall [01:53] 10. Dr Jekyll, Mr Hyde And Me [01:25] 11. Emergency Exit [02:08] |

## Кино

### «La Passion De Jeanne D’Arc»
«La Passion De Jeanne D’Arc» — это немое кино 1928 года режиссёра Дрейера. GMM по просьбе норвежской артхаусной синематеки Cinemateket USF написал и исполнил новую музыку для этого киношедевра. В феврале 2003 года было дано 2 эксклюзивных показа в USF. Часть композиций из этого саундтрека вышла на альбоме Ugress — «La Passion De Jeanne D’Arc».

### «Nuit De La Glisse»
«Nuit De La Glisse» — французская документальная серия о лучших спортсменах экстремальных видов спорта. Фильмы имеют небольшое количество диалогов и очень насыщенный видеоряд, детально показывающий трюки спортсменов. Саундтрек играет здесь ключевую роль и требовалось написать очень много материала. GMM работал над ним с 2004 по 2006 годы и написал музыку для двух выпусков: «The Contact» (2005) и «The Ultimate»(2006). Некоторые отобранные автором треки вышли на сборнике Film Music — Selected Cues.

### Сотрудничество с Siri Ekker Svendsen
В 2007—2010 гг. Гисле создает музыку к нескольким работам норвежской визуальной художницы Siri Ekker Svendsen. Их сотрудничество началось с видео «The Understanding», показанного на выставке Høstutstillingen 2008 года — 5,5-минутная короткометражка о взаимоотношениях слона и ухаживающих за ним сотрудников шведского зоопарка. Затем последовали видеоработы «Preparations for the Unknown» (2008) и «Diving Deep and Surfacing» (2010).

### «Pushwagner»
В 2011 году GMM создаёт саундтрек к документальному фильму «Pushwagner» компании Indie film о знаменитом норвежском художнике Харитоне Пушвагнере (норв. Hariton Pushwagner) и его драматической судьбе. Режиссёры фильма Эвен Бенестад (норв. Even Benestad) и August B. Hansen. Мейер не писал новую музыку к данному фильму, а адаптировал уже имеющуюся, для чего задействовал почти все свои проекты: Ugress, Shadow Of The Beat, Nebular Spool и Ninja 9000. Фильм был заявлен в четырёх номинациях премии Amanda Awards 2012 года, в том числе в номинации «Лучшая музыка».

### Другие киноработы
Проект Ugress также отметился работой в короткометражных фильмах «Level Three» (2001) и «Forfall» (2002). Последний заслужил приз «Особое упоминание» на фестивале FIPA (фр. FIPA) 2003 года.

## Телевидение

### Сотрудничество сNRK
- Brennpunkt (2007—2010)

Brennpunkt — документальная программа Норвежской вещательной корпорации. Мейером написано полное музыкальное оформление к сезонам 2007—2010.
- Kometkameratene (2008—2010)

Kometkameratene — кукольное научно-фантастическое шоу для детей. Совместно с композитором Sjur Hjeltnes GMM создал всю музыку к сериалу, включая основную тему, 40 песен и множество вспомогательных музыкальных фрагментов. Шоу номинировалось в категории «Лучший детский ТВ-сериал» на Эмми от Норвегии. В блоге GMM содержится множество материалов, связанных с работой над Kometkameratene.
- Barnas Supershow (2010)

Barnas Supershow — детское шоу построенное по принципу «дети для детей». Мейером была написана вся музыка к эпизодам, включая темы, лейтмотивы, вариации и т. п., кроме главной темы шоу, которую написал Martin Horntvedt.
- BlimE! (2010)

BlimE! — масштабная национальная телевизионная и веб-кампания, инициированная NRK, пропагандирующая важность дружбы среди молодёжи. Всё музыкальное оформление создано Мейером. Тексты песен написаны норвежским хип-хоп исполнителем Karpe Diem (норв. Karpe Diem).

### Сотрудничество с ABC Startsiden
- «Ah, sa det er SANN det er!» (2010)

В 2010 году GMM написал музыку к познавательно-комедийному сериалу «Ah, sa det er SANN det er!» для национального норвежского веб-портала ABC Startsiden. Эксперимент с показом шоу в интернете и на мобильных платформах вместо классического ТВ оказался довольно успешен.

## Другие проекты

### Выступление сБергенским филармоническим оркестром(2003)
Летом 2003 года нескольким норвежским музыкальным коллективам, в том числе Ugress, было предложено выступить в сопровождении Бергенского филармонического оркестра. Под этот проект Мейер переработал и аранжировал для исполнения с классическими музыкантами часть материала из альбома Resound, а именно композиции «Reason To Believe», «Decepticons» и «Trigger 22». В шоу приняла участие и Therese Vadem — певица, чей вокал звучал в оригинальных версиях этих песен. По причине жёсткого ограничения авторских прав организаторами концерта, никакие его фрагменты никогда и нигде публично не размещались.

### Экспериментальные живые выступления в «Kafe Edvard» (2009—2010)
В течение 2009—2010 гг. GMM дал серию ежемесячных живых выступлений в «Kafe Edvard», клубе (днём — кофейня) в Бергене. Использовались материалы нескольких проектов, в основном Ugress. Выступления стали экспериментальной площадкой для отработки новых идей. Сам Гисле называет их «Live Laboratory Series».

### Сотрудничество с норвежским Национальным театром оперы и балета (2010)
В 2010 году совместно с артистами балетной лаборатории (норв. Ballettlaboratoriet) норвежского Национального театра оперы и балета (англ. Norwegian National Opera and Ballet) Мейер создаёт live-шоу «Fly». Всё музыкальное оформление состояло из звуков, произведённых самими танцорами. Подготовка к спектаклю заняла около двух недель. На сайте Ugress размещены небольшие отчёты о том, как именно проходила работа. Единственное представление состоялось 13 декабря 2010.

### Работа с Rikskonsertene (2010)
В 2010 году норвежскими некоммерческими организациями Rikskonsertene и Kulturskatten был организован масштабный тур Ugress по школам Норвегии. Для него GMM адаптировал и значительно доработал своё live-шоу с расчётом на зрительскую аудиторию из учащихся младшей школы. Также был весьма существенно пересмотрен состав концертного оборудования, которое стало модульным, позволяя проводить выступления как в ограниченном пространстве классных комнат, так и на больших профессиональных площадках. В общей сложности было дано более 50 концертов, которые довольно подробно освещались в блоге GMM.

### Тракторная симфония (2010)
В 2010 году состоялся очередной ежегодный фестиваль Бигдаларм (норв. Bygdalarm), в котором принял участие и Гисле, подготовивший несколько необычное выступление. Использовав только записанные им звуки старого микроавтобуса Volkswagen Transporter и современного трактора John Deer, он создал полноценный оркестр инструментов, с помощью которого и отыграл всё выступление.

### Образовательный проект Signatur (2010)
Гисле Мартенс Мейер был приглашённым инструктором в весеннем семестре 2010 года в проекте Signatur, медийной мастерской для молодёжи под патронатом BEK (норв. BEK). Он преподавал основы семплирования, создания ремиксов, и многое другое, проведя ребят через все этапы создания электронной музыки к финальному живому совместному выступлению.